# Báb
Báb, tên khai sinh Ali Muhammad Shirāzi (/ˈseɪjəd ˈæli moʊˈhæməd ʃɪˈrɑːzi/, tiếng Ba Tư: سيد علی ‌محمد شیرازی; 
20 tháng 10 năm 1819 - 9 tháng 7 năm 1850) là người sáng lập của Báb giáo, và là một trong ba nhân vật trung tâm của tôn giáo Bahá'í. Ông là một thương gia từ Shiraz nước Qajar Iran. Vào độ tuổi hai mươi bốn (tối 22 tháng 5 năm 1844), ông tuyên bố là một thông dịch viên cảm hứng của kinh Qur'an trong trường Shaykhi của Twelver Shi'ism. Ông càng ngày càng tuyên bố táo bạo hơn theo thời gian, và vào năm 1847, trong một phiên tòa ở Tabriz, tuyên bố mình là Twelver al-Qá'im hay Mahdi. Sau khi tuyên bố, ông lấy tên hiệu là Báb (/bɑːb/, tiếng Ả Rập: باب) nghĩa đen là "cánh cửa". Ông đã viết rất nhiều thư và sách trong đó ông khẳng định các lời dạy từ Trời đưa xuống thông qua mình và rao giảng những lời răn dạy, tập hợp thành một sharia mới. Phong trào của ông sau đó đã có hàng ngàn người ủng hộ và đã bị các thủ lĩnh tôn giáo Shi'i của Iran phản đối. Phong trào đã bị chính phủ Iran đàn áp, dẫn đến cuộc đàn áp và giết hại từ hai đến ba ngàn đệ tử của ông, vốn được gọi là Babis. Năm 1850, ở tuổi ba mươi, ông đã bị hành quyết bằng xử bắn tại Tabriz.

## Sách tham khảo